# Dicranacrus voeltzkowi
Dicranacrus voeltzkowi är en insektsart som beskrevs av Henri Saussure 1899. Dicranacrus voeltzkowi ingår i släktet Dicranacrus och familjen vårtbitare. Inga underarter finns listade i Catalogue of Life.